# 庫德凱爾克布朗什
庫德凱爾克布朗什（法語：Coudekerque-Branche，法語發音：[kudkɛʁk bʁɑ̃ʃ]）是法國上法蘭西大區北部省的一个市镇，位于该省西北部，属于敦刻尔克区。

## 歷史
庫德凱爾克布朗什建于11世紀。今日的城市則誕生在1789年，是敦克爾克郊區第一大的都市。

## 地理
庫德凱爾克布朗什（51°1'29"N, 2°23'27"E）面积9.14 平方千米，位于法国上法蘭西大區北部省，敦刻尔克東南，里爾西北，距伦敦、阿姆斯特丹、布鲁塞尔、盧森堡城等都在300公里以內。庫德凱爾克布朗什屬布洛特蘭地區（Blootland）。
与庫德凱爾克布朗什接壤的市镇（或旧市镇、城区）包括：敦刻尔克、泰特盖姆-库德凯尔克村、大卡佩勒。
庫德凱爾克布朗什的时区为UTC+01:00、UTC+02:00（夏令时）。

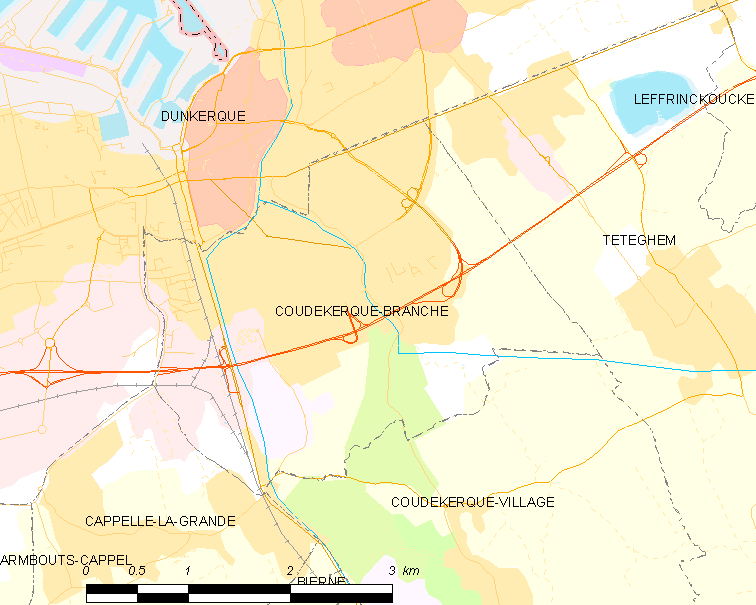
庫德凱爾克布朗什的OSM定位图

## 行政
庫德凱爾克布朗什的邮政编码为59210，INSEE市镇编码为59155。

## 政治
庫德凱爾克布朗什所属的省级选区为库德凯尔克布朗什县。

## 人口

1962-2008年间庫德凱爾克布朗什人口变化图示

庫德凱爾克布朗什于2022年1月1日时的人口数量为20833人。